# Barry Hay
Barry Andrew Hay (Faizabad, 16 de agosto de 1948) é um músico neerlandês nascido na Índia. Ele é mais conhecido como o vocalista e líder da banda de rock neerlandesa Golden Earring.

## Biografia
Filho de mãe holandesa e um oficial escocês, ele se mudou para a Holanda com a idade de oito para viver com sua mãe. Ele viveu em Amesterdão e depois em Haia, atendendo a um internato inglês. Depois de se formar na escola secundária, ele fez cursos na Academia de Belas Artes da Haia.
No verão de 1967, ele se juntou à banda The Golden Earrings, como eram então chamados, substituindo Frans Krassenburg. Hay criou a arte da capa para alguns dos álbuns do Golden Earring.
Ele também lançou dois álbuns solo: Only Parrots Frogs and Angels (1972) e Victory of Bad Taste (1987), mas ambos tiveram pouco êxito.
Em 2001, Hay retornou à Amsterdam. Ele fez a voz de Rocha Zilla na versão holandesa da série de desenhos animados de Gene Simmons My Dad the Rock Star e apareceu em um comercial para óculos de prescrição.